# Ведичне жрецтво
Ведичне жрецтво — жерці ведичної релігії, які обслуговували відправлення ритуалів ягій. Як люди, спеціально навчені для виконання ритуалів і досвідчені в цьому відношенні, вони називалися рітвідж ( ṛtvij IAST, «регулярно приносить жертву»). Як члени соціального класу, вони в основному відомі як віпра (vipra IAST, «вчений») та каві (kavi IAST, «мудрець»).

## Головні жерці
З часом, з розвитком і вдосконаленням всього корпусу ритуалів все більше спеціалізувалося і жрецтво. У підсумку повний склад з 16 служителів став обов'язковим елементом головних церемоній. Ця група з 16 жерців складалася з чотирьох головних жерців і їх помічників, при цьому кожен з чотирьох головних служителів грав унікальну роль у відправленні ритуалу:
- Хотар займався рецитацією заклинань і молитов. Ці об'єкти рецитації могли складатися з поодиноких віршів (ṛc IAST, річ), строф (tṛca IAST,  трічі (з трьох віршів) або pragātha IAST, прагатха (два вірша)) або цілих гімнів (sukta IAST,сукта), взятих з «Ріг -веди». Оскільки кожен етап виконання ритуалу вимагав прочитання заклинань, то хотар займав лідируючу позицію серед інших жерців.
- Адхварью був відповідальний за матеріальні боку жертвопринесення. Згідно з Моньє-Вільямсу, адхварью повинен був змішувати землю, будувати вівтар, приготувати ритуальний посуд, принести дерево і воду, запалити вогонь, доставити тварину і принести його в жертву. Кожне його дію супроводжувалося формулами (яджус), взяті з «Яджур-веди». З часом роль адхварью виросла, і багато уривки з «Ріг-веди» були включені в текст «Яджур-Веди».
- Удгатар був співаком гімнів, ґрунтуючись на мелодіях (саман) взятих з « Сама-веди». Він грав особливу роль у жертвоприношеннях соми: він співав хвалебні гімни, щоб посилити енергетичні властивості свіжовичавленого соку рослини сома.
- Брахман  керував усім процесом і був відповідальний за виправлення помилок у ритуалі за рахунок додаткових заклинань.

## Помічники жерців
У систематизованих описах шраута-сутр ці помічники були розділені на чотири групи, кожна з яких відповідно ставилася до одного з чотирьох головних жерців. Загальна схема виглядала так:
- Помічники хотара
  - Майтраваруна
  - Аччхавака
  - Гравастут

- Помічники адхварью
  - Пратіпрастхатар
  - Нештар
  - Уннетар

- Помічники удгатара
  - Прастотар
  - Пратіхартар
  - Субрахманья

- Помічники брахмана
  - Брахманаччхамсін
  - Агнідх
  - Потар

Остання класифікація не зовсім правильна, оскільки помічники брахмана, зазвичай, були і помічниками хотара і адхварью.

### Брахман і ведичні тексти
Як простий спроби довести все до симетрії, а також підняти важливість «Атхарва-веди», було твердження (на «Гопатха-брахмане »), що ця Веда є сферою діяльності брахмана, оскільки всі інші три Веди були пов'язані з яким-небудь жерцем з головної четвірки, крім брахмана. Таким чином четверта Веда повинна була стати головною для четвертого і самого головного жерця — брахмана, і тим самим набути статусу головної Веди. Але це не мало підстави, тому що «Атхарва-веда» не грала значущої ролі у відправленні ритуалів вищої категорії. На перше місце серед жерців ставили жерця Індри Бріхаспаті.Про нього Шрі Крішна сказав : "З жерців Я - головний, Бріхаспаті" (Бгаґавад-Ґіта, глава 10, текст 24).

## Дивись
- Шраута
- Ріші